# Amtsgericht Neukalen
Das Amtsgericht Neukalen war ein Gericht der ordentlichen Gerichtsbarkeit in Mecklenburg-Schwerin mit Sitz in Neukalen.

## Geschichte
In Neukalen befanden sich bis 1879 folgende Eingangsgerichte: das großherzogliche Amtsgericht Gnoien und Neukalen, das großherzogliche Stadtgericht Neukalen, der Stadtrat von Neukalen als Magistratsgericht und Patrimonialgerichte. Im Rahmen der Reichsjustizgesetze wurde diese und die anderen bestehenden Gerichte  Großherzogtums Mecklenburg-Schwerin aufgelöst und Amts-, Landes- und Oberlandesgerichte gebildet.  Das Amtsgericht Neukalen war dem Landgericht Güstrow und dem Oberlandesgericht Rostock nachgeordnet. Am Gericht bestand 1880 eine Richterstelle und es war für 4995 Gerichtseingesessene zuständig. Das Amtsgericht war damit das kleinste Amtsgericht im Landgerichtsbezirk.
Sein Gerichtsbezirk umfasste die Stadt Neukalen, die folgende Teile des Dominialamtes Dargun: Gülitz, Kämmerich, Kleverhof, Hof Küsserow, Dorf Küsserow, Salem, Schlackendorf und Franzensberg, Schönenkamp, Warsow, Klein Wüstenfelde und die Feldmark Neu Wüstenfelde, aus dem ritterschaftlichen Amt Neukalen die Orte Gehmkendorf, Karnitz, Klenz mit Klein Markow, Lelkendorf, Groß Markow mit Ludwigsdorf, Pohnstorf, Rey, Sarmstorf, Schorrentin und Schwarzenhof sowie den mecklenburgischen Anteil des Kummerower Sees.
Im Jahre 1924 wurde das Amtsgericht Neukalen aufgehoben und sein Sprengel dem Amtsgericht Dargun zugeordnet.